# Rhinomyias
A Rhinomyias  a madarak osztályának verébalakúak (Passeriformes) rendjébe és a légykapófélék (Muscicapidae) családjába tartozó nem.
A nem az IOC 4.1 óta nem elismert, fajait a családon belül a Cyornis, Eumyias, Vauriella nemekbe helyezték át.

## Rendszerezés
A nemet Richard Bowdler Sharpe írta le 1879-ben, az alábbi 12 faj tartozik vagy tartozott ide:
- Rhinomyias addita    → Eumyias additus
- Rhinomyias oscillans → Cyornis oscillans
- Rhinomyias brunneata → Cyornis brunneatus
- Rhinomyias olivacea  → Cyornis olivaceus
- Rhinomyias umbratilis → Cyornis umbratilis
- Rhinomyias ruficauda  → Cyornis ruficauda
- Rhinomyias colonus    → Cyornis colonus
- Rhinomyias nicobaricus → Cyornis nicobaricus
- Rhinomyias gularis    → Vauriella gularis
- Rhinomyias insignis   → Vauriella insignis
- Rhinomyias albigularis → Vauriella albigularis
- Rhinomyias goodfellowi → Vauriella goodfellowi